# Gerhard Munthe (kunstner)
 For alternative betydninger, se Gerhard Munthe. (Se også artikler, som begynder med Gerhard Munthe)
Gerhard Peter Franz Wilhelm Munthe (født 19. juli 1849 i Elverum, Hedmark; død 15. januar 1929 i Lysaker, Bærum) var en norsk maler, tegner, bog- og tekstilkunstner. Han havde mange søskende, blandt andet militærhistorikeren C.O. Munthe (1861-1952) og forfatteren Margrethe Munthe 1860-1931.
Da Munthe flyttede til Kristiania i 1863, var hans hensigt at studere medicin som sin far, som dog rådede ham til at tage kunsten op. Han studerede 1870 hos Johan Fredrik Eckersberg og fortsatte hos Morten Müller og Knud Bergslien indtil 1874.
Mellem 1874 og 1876 studerede han under Andreas Achenbach og fætteren Ludvig Munthe i Düsseldorf (Düsseldorfskolen).
Fra 1877 til 1882 boede han mest i München; mange motiver hentede han dog fra Norge. Han malede på dette tidspunkt i naturalistisk stil.
Munthe er repræsenteret med flere værker i Nasjonalgalleriet i Oslo. Internationalt deltog han i Exposition Universelle i Paris 1900, Louisiana Purchase Exposition (Verdensudstillingen i St. Louis) i 1904 og andre steder.
Fra 1890'erne eksperimenterede Munthe med dekorativ kunst i 'Arts and Crafts'-stil.
Med Erik Werenskiold som han havde mødt i München arbejdede Munthe fra 1896 til 1899 på en ny udgave af Snorri Sturlusons kongesaga Heimskringla. Udgiveren havde først engageret Werenskiold, men Munthe overtog ledelsen af det dekorative design. Han lavede tegninger, valgte skrifttyper, papir og indbinding. Han designede også titelfriser og vignetter til Ynglingesagaen, som er en central del af bogen. Han var også ansvarlig for illustration og bind til balladesamlingen Draumkvedetfra 1904, og for håndtegnede tekster. Han udviklede tillige sin egen 'middelalderlige' skrifttype, muntheschrift.
Nogle af hans værker blev vævet i store gobeliner. Han skabte også monumentale dekorationer, hvoraf nogle er gået tabt, ligesom hans hus på Lysaker i Bærum, der 1982 gik op i røg.
Håkonshallen i Bergen blev udsmykket indvendig med fresker, billedvævninger og møbler efter Gerhard Munthes tegninger (1910-16).
Munthe var medlem af udvælgelseskomiteen for Høstutstillingen i Oslo fra begyndelsen i 1882 til 1890. Han var medlem af bestyrelsen for Nasjonalgalleriet fra 1892 til 1905 og Den Norske Husflidsforening (stiftet 1891) fra 1897 til sin død og formand for Nasjonalgalleriet fra 1905 til 1907. Han blev 1892 udnævnt til ridder af 1. klasse og 1910 til kommandør for Sankt Olavs Orden. Munthe var også ridder af Dannebrogsordenen og den svenske Nordstjerneordenen. Han døde i Bærum og er begravet i Elverum.
| |
| |
| - Fotos - Munthes visitkort, 1898 - Gerhard Munthe ved staffeliet sommeren 1905, Bøverdalen, Lom (no) - Gerhard Munthe ved elven Glomma, 1927 - Foto fra 1920'erne, Hallingdal − Fra venstre Gerhard Munthe, Carl W. Schnitler (no) og Hans E. Kinck (no) |

| |
| |
| - Malerier - Marker i Hedmark Sommeren 1875 - Udsigt over Nevlunghavn, 1880 En bygd i Larvik kommune - Aften i Eggedal, 1888 (Sigdal kommune) |

|                                                                            |                                                  |
|                                                                            |                                                  |
| - Bondehagen, Bondehaven - Bondehagen, Bondehaven, 1885 - Bondehaven, 1889 | - Munthes hustru 1886-1919 - Sigrun Munthe, 1886 |

| | |
| | |
| - Illustrationer - Gerhard Munthes illustrationer til Snorres heimskringla. Her fra sagaen om Olav den hellige - Snorreillustration fra Ynglingesagaen | - Design - Billedkunst - Nordlysdøtrene og møbler designet af Gerhard Munthe i 1890'erne i en dekorativ stil med forbindelser til art nouveau og symbolismen. Fra udstilling i Kunstindustrimuseet i Oslo. |